# Gósol
Gósol és un municipi de la comarca del Berguedà, Catalunya, pertanyent a la província de Lleida i al partit judicial de Solsona. La vila forma part del Parc Natural del Cadí-Moixeró i està situat al seu vessant sud, a l’oest del massís del Pedraforca.

## Geografia
- Llista de topònims de Gósol (Orografia: muntanyes, serres, collades, indrets..; hidrografia: rius, fonts...; edificis: cases, masies, esglésies, etc).

### Ubicació
El poble de Gósol no sempre ha estat a la ubicació actual, ja que fa temps estava situat al turó on hi ha les actuals ruïnes del castell de Gósol, del segle xi i inclòs dins la ruta del Camí dels Bons Homes.
Gósol està situat, actualment, a la vall que porta el seu nom. La vall de Gósol està tancada pels contraforts del Pedraforca i la muntanya dels Cloterons. Està, també, envoltada per la serra del Cadí, que s'alça sobre el coll de Josa.

### Vies d'accés
S'hi pot arribar per la carretera B-400, que parteix del Collet, al quilòmetre 112,9 de la carretera comarcal d'Abrera a Bellver de Cerdanya (eix del Llobregat: antiga C-1411 i actualment C-16/E-9).
També es pot arribar a Gósol venint des de Sant Llorenç de Morunys (per la Coma i la Pedra), a través del Port del Comte (venint de Solsona) i venint de la Seu d'Urgell. Per aquestes tres rutes es passa pels pobles de Tuixent i Josa de Cadí. Recentment s'ha asfaltat el tram de carretera comprès entre Tuixent i Gósol (C-563).
Hi ha algunes pistes forestals que comuniquen amb diversos municipis com Berga o Tuixent.
A peu s'hi pot accedir seguint les rutes antigues, com el Camí dels Bons Homes o la Ruta dels Segadors.

### Nuclis de població
| Entitat de població | Habitants (2023) |
| Gósol               | 217              |
| Sorribes            | 13               |
| Font: Idescat       |                  |

El poble de Sorribes (a 2 km de la població) forma part del terme municipal de Gósol.
Altres indrets que estan dins el terme municipal són:
- Collada, la
- Molí d'en Güell
- Font Terrers
- Torrent Senta (naixement del riu de l'Aigua de Valls)

## Clima
Segons els registres, el règim de precipitacions anuals es troba per sobre dels 900 mm.
Hi sol haver, sovint, inversió tèrmica. El clima és subalpí. Els mesos són poc secs i amb fortes pluges primaverals a l'abril i al maig. La temperatura mitjana anual és baixa, els estius són força frescos i els hiverns són crus.

## Cultura
- En el Centre Picasso de Gósol dedicat a Pablo Picasso[2] és pot veure l'exposició permanent "Picasso, Gósol 1906" i exposicions temporals. L'any 1906 l'artista es va instal·lar a la fonda Cal Tampanada, que era propietat de Josep Fondevila. A Gósol, Picasso va experimentar una transformació; i durant aquest període va canviar de paleta, de traç i de ritme compositiu. Els seus models van ser Fernande Olivier (la seva parella d'aleshores), la vila, la gent de la zona, les vaques i els cavalls. L'any 2006 es va celebrar el centenari de la seva estada a Gósol.
- El Centre Picasso de Gósol, centre dedicat íntegrament a la figura de Pablo Picasso i inaugurat el 4 de juny de 2011 conté reproduccions de les obres més significatives realitzades pel geni a Gósol.
- El doctor Agustí Pedro i Pons va fer llargues estades a Gósol.
- L'escriptor Josep Maria Ballarín en fou vicari des de 1988, hi visqué fins a la mort i fou enterrat al cementiri del poble.

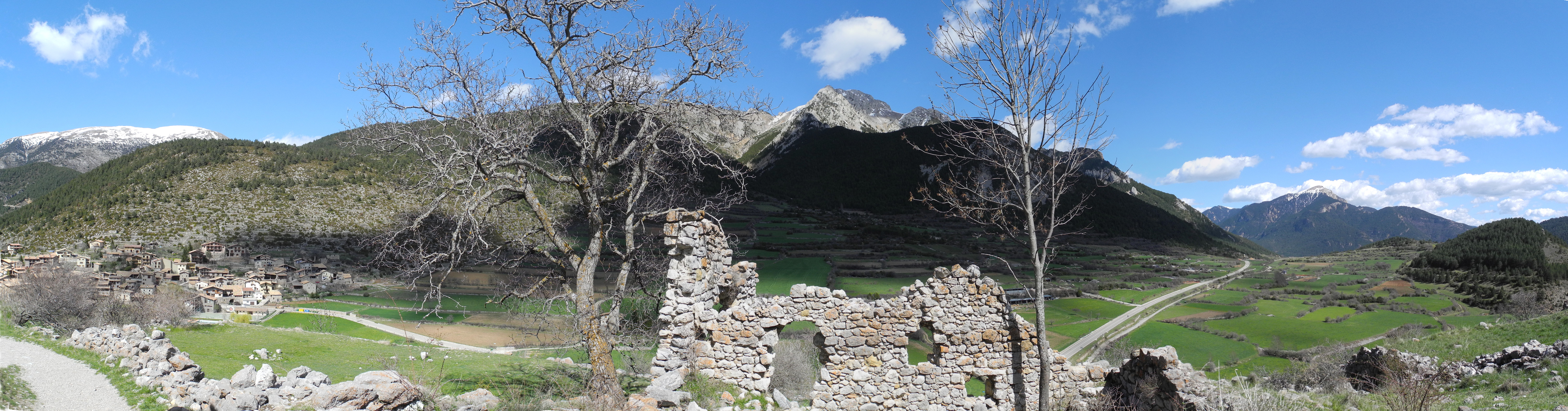
Vista panoràmica des del castell de Gósol. A l'esquerra: la vila de Gósol. Al centre: el massís del Pedraforca. A la dreta: la carena d'Ensija - Rasos de Peguera.

### Tradicions
- Ball de les cosses
- Les Tres Lliures
- Caramelles

La llegenda diu que la nit de Sant Silvestre (31 de desembre) les bruixes es reuneixen al Pedraforca.

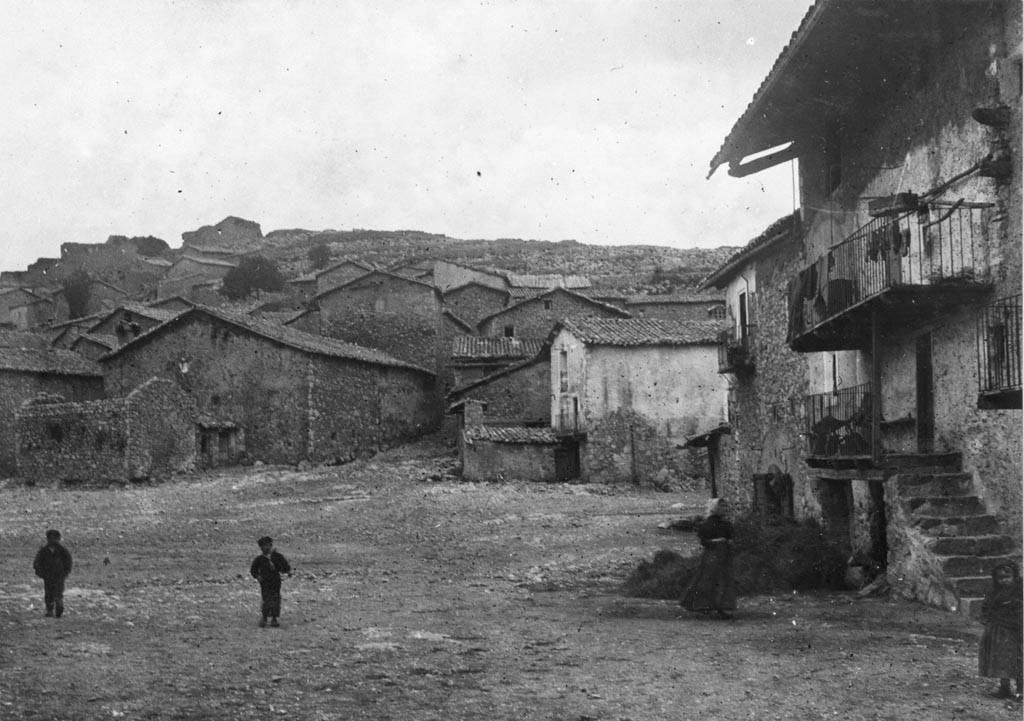
Plaça Major, en una imatge d'entorn de 1900.

### Festes i dates de la vila
- El 15 d'agost és la Festa Major. Hi ha una dansa típica: el Ball de les cosses. També es fan ballar gegants i nans.
- El 20 de juliol és la festivitat de Santa Margarida, patrona de Gósol. Els gosolans ho celebren fent un aplec a l'ermita de Santa Margarida.
- La Festa del Segar (habitualment, el segon dissabte del mes d'agost) commemora el treball dels avantpassats de la població (s'hi utilitzen els estris de l'època).
- El dia 31 d'octubre és la Fira de Tots Sants (hi ha marxants i exposició ramadera).
- Per Pasqua es canten les caramelles pels carrers de la vila.
- Des de l'any 1988, el tercer diumenge de juliol, es porta a terme la caminada popular de Gósol,[1] amb un èxit de participació de gent d'arreu que sovint arriba als 1.000 participants.

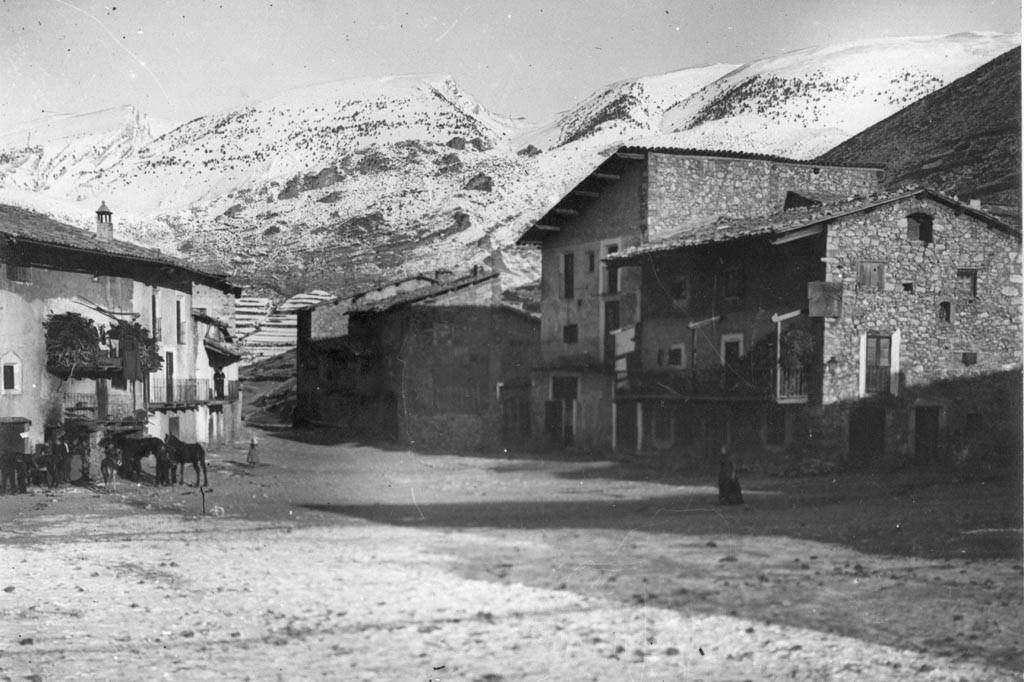
Plaça Major, en una imatge d'entre 1890 i 1923.

### Gastronomia
La cuina de Gósol és molt extensa i variada. En destaquen, d'entre molts, els següents plats:
- Isard
- Pèsols negres
- Blat de moro escairat
- Patates emmascarades
- Allioli típic de matança del porc
- Vedella amb bolets
- Senglar

## Turisme
Monuments i llocs d'interès:

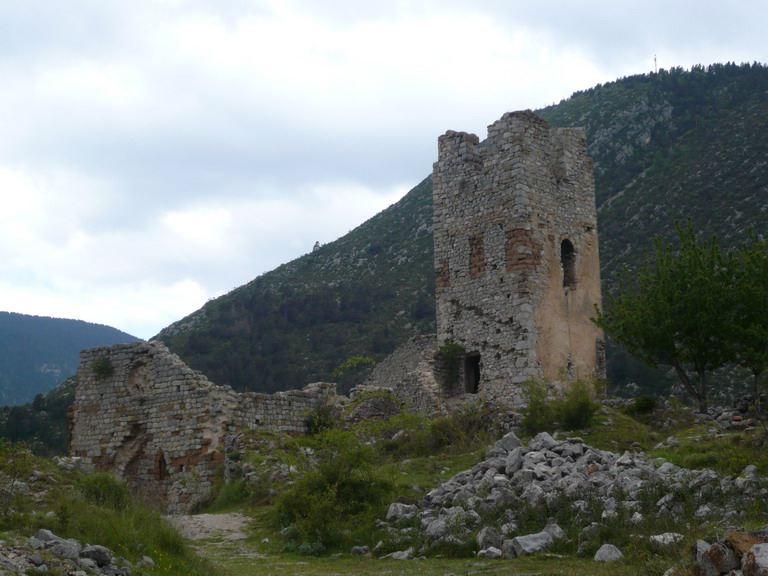
Santa Maria del Castell de Gósol, antiga capella del castell i parròquia del poble, construïda a principis del, abandonada a principis del en favor de la nova església.

- Monument del Segador, situat a la rotonda de l'entrada del poble.
- El castell de Gósol, del segle xi, està inclòs dins la ruta del Camí dels Bons Homes.
- Plaça Major, amb l'escultura de la dona dels pans de Picasso.
- Museu Etnogràfic.
- Espai Picasso.

A Gósol es poden fer moltes activitats esportives:
- És un punt de sortida excursionista cap al Pedraforca, pel seu vessant oest.
- Cada any es fa la marxa Gósol-Berga, en bicicleta de muntanya.
- Anualment, un cap de setmana del mes de juliol, s'organitza una caminada popular pels voltants de la vila. Es coneix com la caminada popular de Gósol.
- Cada any es fa a peu la Ruta dels Segadors de Gósol (entre Gósol i Bellver de Cerdanya, per la Serra del Cadí).

## Demografia
| 1497 f | 1515 f | 1553 f | 1717 | 1787 | 1857  | 1877 | 1887 | 1900 | 1910 |
| ------ | ------ | ------ | ---- | ---- | ----- | ---- | ---- | ---- | ---- |
| 33     | 39     | 55     | 383  | 416  | 1.153 | 845  | 853  | 718  | 745  |

| 1920 | 1930 | 1940 | 1950 | 1960 | 1970 | 1981 | 1990 | 1992 | 1994 |
| ---- | ---- | ---- | ---- | ---- | ---- | ---- | ---- | ---- | ---- |
| 643  | 604  | 520  | 546  | 402  | 284  | 196  | 203  | 199  | 199  |

| 1996 | 1998 | 2000 | 2002 | 2004 | 2006 | 2008 | 2010 | 2012 | 2014 |
| ---- | ---- | ---- | ---- | ---- | ---- | ---- | ---- | ---- | ---- |
| 210  | 207  | 225  | 235  | 223  | 221  | 233  | 225  | 221  | 216  |

| 2016 | 2018 | 2020 | 2022 | 2024 | 2026 | 2028 | 2030 | 2032 | 2034 |
| ---- | ---- | ---- | ---- | ---- | ---- | ---- | ---- | ---- | ---- |
| 228  | 209  | 206  | 233  | 215  | -    | -    | -    | -    | -    |